# 原時

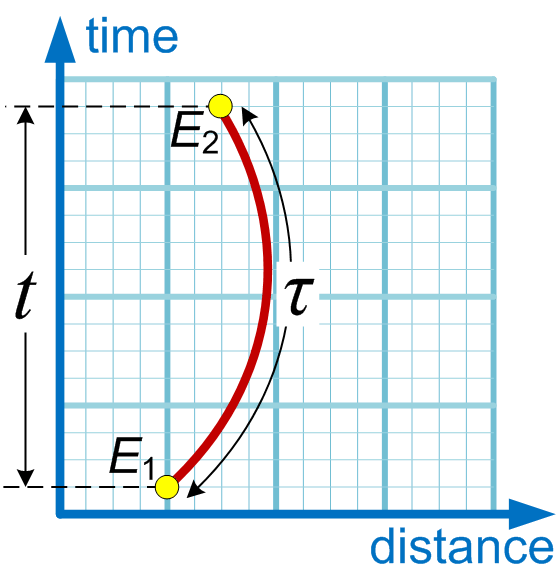
藍色豎線代表一個慣性觀測者所測量的事件 E_{1} 和 E_{2} 之間的坐標時間隔 t，紅色曲線代表事件 E_{1} 和 E_{2} 之間的原時間隔 。

原時（英語：proper time），或称固有時間，是在相對論中與事件位在同處的時鐘所測量的唯一時間，他不僅取決於事件，時鐘也在事件的行動之中。對同一個事件，一個加速中的時鐘所測得的原時會比在非加速（慣性）中時鐘的原時為短。雙生子佯謬就是其中的一個例子。
在四維時空中，原時類似在三維空間（歐幾里得空間）的弧長。在習慣上，原時通常使用希臘字母{\displaystyle \tau }來標示，以與協調時{\displaystyle t}有所區別。
相對的，協調時（英語：coordinate time）能由一個與事件有一段距離的觀測者來應用。在狹義相對論中，協調時總是由在慣性系統內有關聯的觀測者計算，而原時則由同在加速中的觀測者測量。

## 數學形式
原時的定義中，包含路徑在時空中的描述，和那個時空的度量結構，这个路径可以代表時鐘、觀測者或粒子。

### 狹義相對論
在狹義相對論，原時的定義如下：
{\displaystyle \tau =\int {\sqrt {1-{\frac {v(t)^{2}}{c^{2}}}}}dt=\int {\sqrt {1-{\frac {1}{c^{2}}}\left(\left({\frac {dx}{dt}}\right)^{2}+\left({\frac {dy}{dt}}\right)^{2}+\left({\frac {dz}{dt}}\right)^{2}\right)}}dt},
此處，{\displaystyle v(t)}是在協調時{\displaystyle t}的座標速度，{\displaystyle x}、{\displaystyle y}和{\displaystyle z}是空間中的正交座標。
如果{\displaystyle t}、{\displaystyle x}、{\displaystyle y}和{\displaystyle z}都用一個參量{\displaystyle \lambda }的參數，公式可以簡化為：
{\displaystyle \tau =\int {\sqrt {\left({\frac {dt}{d\lambda }}\right)^{2}-{\frac {1}{c^{2}}}\left(\left({\frac {dx}{d\lambda }}\right)^{2}+\left({\frac {dy}{d\lambda }}\right)^{2}+\left({\frac {dz}{d\lambda }}\right)^{2}\right)}}d\lambda }.
以微分的型式可以寫成路徑的積分：
{\displaystyle \tau =\int _{P}{\sqrt {dt^{2}-dx^{2}/c^{2}-dy^{2}/c^{2}-dz^{2}/c^{2}}}},
此處，{\displaystyle P}是時鐘在時空中的路徑。
為讓事件簡化，在狭义相對論中的慣性運動可以轉化成對瞬時座標成常數比的空間座標。這進一步簡化了原時方程式：
{\displaystyle \Delta \tau ={\sqrt {\Delta t^{2}-\Delta x^{2}/c^{2}-\Delta y^{2}/c^{2}-\Delta z^{2}/c^{2}}}},
此處，{\displaystyle \Delta }的意思是在兩個事件的變化。
狭义相對論的方程式是後續的一般狀況中的特例。

## 狹義相對論中的例子

### 例一：雙生子佯謬
在雙胞胎佯謬里。Alice所處座標系統是慣性座標。她座標在所處系統内從{\displaystyle (0,0,0,0)}移動到{\displaystyle (10{\text{yr}},0,0,0)}：即她在原點{\displaystyle x=y=z=0}上停留10年。她的原時是：
{\displaystyle \Delta \tau _{A}={\sqrt {\Delta t_{A}^{2}}}=10{\text{yr}}}
在狭義相對論里，只有在處於靜止的座標，原時和座標時間一樣。
如果另外一人Bob，在Alice的座標內在{\displaystyle (0,0,0,0)}出發，以0.8c運動5年到{\displaystyle (5{\text{yr}},4{\text{ly}},0,0)}。到達後Bob加速（忽略加速過程）、反方向運動再移動5年回Alice的原點{\displaystyle (10{\text{yr}},0,0,0)}。前後两段原時分别是：
{\displaystyle \Delta \tau _{B}={\sqrt {\Delta t_{B}^{2}-\Delta x_{B}^{2}}}=3{\text{yr}}}
因此在Bob來回運動原時差是6年。這正等於在Bob座標里經歷的座標時間。這表示原時方程式裡自動包括了狭義相對論的時間扩張等作用。事實上在狭義相對論時空里運動的物件經歷的原時差是：
{\displaystyle \Delta \tau ={\sqrt {\Delta t^{2}-{\frac {v_{x}^{2}}{c^{2}}}\Delta t^{2}-{\frac {v_{y}^{2}}{c^{2}}}\Delta t^{2}-{\frac {v_{z}^{2}}{c^{2}}}\Delta t^{2}}}=\Delta t{\sqrt {1-{\frac {v^{2}}{c^{2}}}}}}
正是時間扩張公式。

## 廣義相對論中的例子

### 例四：史瓦西解–地球上的時間
原時方程式有一個新增的史瓦西解：
{\displaystyle d\tau ={\sqrt {\left(1-2m/r\right)dt^{2}-{\frac {1}{c^{2}}}\left(1-2m/r\right)^{-1}dr^{2}-{\frac {r^{2}}{c^{2}}}d\theta ^{2}-{\frac {r^{2}}{c^{2}}}\sin ^{2}\theta \;d\phi ^{2}}}},